# Église de Juuka
L’église de Juuka (en finnois : Juuan kirkko) est située au centre de Juuka dans la région de Carélie du Nord en Finlande.

## Description
Elle est historiquement la troisième église de Juuka. La première est construite en 1746 et la seconde en 1782. Le clocher date de 1796.
L'église actuelle est construite en 1850–1851, sur les plans de C. A. Gustavsson. Elle est mise en service en 1851 et inaugurée le  10 juin 1859.  L'édifice est restauré en 1973–1974 et l'intérieur est repeint entièrement en 1989. L'église offre 900 places.
Le retable représente la Crucifixion, qui est une reproduction par Kaarlo Kiljander du retable peint par Adolf von Becker et qui avait été détruit.
Le orgue mécanique à 22 jeux est fabriqué en 1974 par la Fabrique d'orgues de Kangasala.